# Lekowo (Mazovie)
Pour les articles homonymes, voir Lekowo.
Lekowo (prononciation : [lɛˈkɔvɔ]) est un village polonais de la gmina de Regimin dans le powiat de Ciechanów de la voïvodie de Mazovie dans le centre-est de la Pologne.
Il se situe à environ 2 kilomètres à l'ouest de Regimin (siège de la gmina), 10 kilomètres au nord-ouest de Ciechanów (siège du powiat) et à 86 kilomètres au nord de Varsovie (capitale de la Pologne).

## Histoire
De 1975 à 1998, le village appartenait administrativement à la voïvodie de Ciechanów.